# ヘルツェゴヴィナ

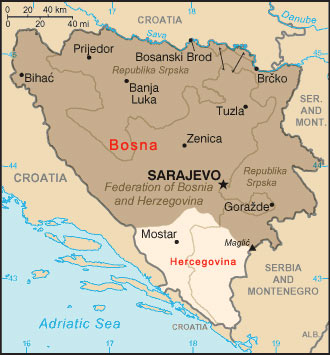
ボスニア (Bosnia) とヘルツェゴビナ (Herzegovina) の大まかな地域範囲図

ヘルツェゴヴィナ (Hercegovina/Херцеговина) は、現在のボスニア・ヘルツェゴビナ南部の歴史的名称。中心都市はモスタル。
「ヘルツェゴヴィナ」という名前は、15世紀にこの地域を支配したスチェパン・ヴクチッチ・コサチャの称号である「聖サヴァ公」にちなんだものといわれ、「公」を意味するドイツ語のヘルツォーク (Herzog) やハンガリー語のヘルツェグ (herc(z)eg) に由来する名称である。聖サヴァ公の名称自体もセルビア正教会で最も敬愛される聖人「聖サヴァ」に由来する。
隣のボスニアと同様、6世紀末から7世紀にかけてこの地域にもスラヴ人が定住した。ヘルツェゴヴィナに相当する地域は古くはフムないしザフムリェと呼ばれていた。フムは1168年から1326年までセルビアの支配下にあったため、セルビア正教会の影響を強く受けた。
その後14世紀前半にボスニア王国の領域に組み込まれ、現在まで続くボスニアとの地域的な一体性を持つに至った。1483年にスチェパン・ヴクチッチによるオスマン帝国に対する抵抗運動が平定されると、ヘルツェゴヴィナ県が置かれてオスマン帝国の支配が確立することとなる。
19世紀後半に入るとムスリム地主に対するキリスト教徒の小作人による反乱が相次いで起こるようになる。1857年と1861年に隣国モンテネグロの支援を受けた反乱が起こったほか、露土戦争の引き金となった1875年のヘルツェゴヴィナ蜂起はボスニアへも飛び火した。その後、1878年のベルリン会議によってオーストリア＝ハンガリー帝国による軍事占領が認められ、帝国の大蔵大臣（共通蔵相）の管轄下に置かれた。1882年には占領に対する蜂起も発生している。
1908年、ボスニアとともにオーストリア＝ハンガリー帝国に正式に併合された（「ボスニア・ヘルツェゴビナ併合」を参照）。